# Đào Chu Ẩn Viên
Tòa nhà mang tên Tao Zhu Yin Yuan, có nghĩa nơi an dưỡng Tao Zhu, tọa lạc tại Đài Bắc, thủ đô của Đài Loan - có hình xoắn giống chuỗi DNA. Nó cao 21 tầng, được thiết kế bởi kiến trúc sư người Bỉ Vincent Callebaut, là một công trình tổ hợp 42 căn hộ được thiết kế theo hướng giúp người dân giảm lượng năng lượng tiêu thụ.

## Ý tưởng
Kiến trúc sư người Bỉ Vincent Callebaut muốn xây ở đây một công trình tổ hợp căn hộ tiết kiệm năng lượng và hấp thu khí carbon để chống lại toàn cầu ấm lên. Phần lớn các căn hộ dùng ánh sáng tự nhiên và gió trời. Nước mưa được tái chế và các tấm pin mặt trời trên mái nhà giúp gia chủ ít phải dùng điện lấy từ bên ngoài hơn.
Theo kế hoạch, tòa nhà sẽ được hoàn thành vào tháng 9 năm nay và được bao phủ bởi 23.000 cây xanh và cây bụi. Callebaut cho biết nếu mọi việc diễn ra đúng kế hoạch, số cây xanh này sẽ hấp thu 130 tấn carbon dioxide (CO2) mỗi năm tương đương với khoảng 27 chiếc xe ô tô. (Đài Loan tổng cộng sản xuất hơn 250 triệu tấn CO2 trong năm 2014, theo cơ quan năng lượng thế giới.)
Dự án giải quyết bốn mục tiêu sinh thái của Copenhagen Accord:
- Phòng giảm sự nóng lên toàn cầu.
- Bảo vệ đa dạng sinh học.
- Bảo vệ môi trường và chất lượng cuộc sống.
- Quản lý tài nguyên thiên nhiên và chất thải.

## Điểm nổi bật
Tòa nhà gây ấn tượng mạnh bởi hình khối bên ngoài được tạo hình khá lạ như một tác phẩm điêu khắc khổng lồ. Mọt số chi tiết nổi bật của tòa nhà như
- Các sàn xoay dần từ tầng trệt lên đến tầng mái đúng bằng một góc 45 độ.
- Các căn hộ được thiết kế theo hướng giúp người dân giảm lượng năng lượng tiêu thụ.
- Phần lớn các căn hộ dùng ánh sáng tự nhiên và gió trời.
- Sử dụng cấu trúc hệ lưới nhằm gia tăng khả năng chịu đựng của kết cấu nếu có rung lắc mạnh xảy ra.